# Гевеш
Ге́веш (угор. Heves) — медьє на півночі Угорщини між правим берегом Тиси і горами Матра та Бюкк. Межує з медьє Пешт, Ноґрад, Боршод-Абауй-Земплен та Яс-Надькун-Сольнок. Адміністративний центр — Еґер.

## Райони медьє
До складу медье входить сім районів (кіштершег, Kistérségek).
| Район                  | Оригінальна назва       | Столиця      | Площа (км²) | Жителів | Муніципалітетів |
| ---------------------- | ----------------------- | ------------ | ----------- | ------- | --------------- |
| Белапатфальвський яраш | Bélapátfalvai kistérség | Белапатфалва | 260,06      | 13 287  | 13              |
| Дьйондьоський яраш     | Gyöngyösi kistérség     | Дьйондьйош   | 750,78      | 77 093  | 25              |
| Петервашарський яраш   | Pétervásárai kistérség  | Петервашара  | 475,07      | 22 398  | 20              |
| Фюзешабоньський яраш   | Füzesabonyi kistérség   | Фюзешабонь   | 578,58      | 32 133  | 16              |
| Гатванський яраш       | Hatvani kistérség       | Гатван       | 352,13      | 53 311  | 13              |
| Гевеський яраш         | Hevesi kistérség        | Гевеш        | 697,67      | 35 910  | 17              |
| Еґерський яраш         | Egri kistérség          | Еґер         | 522,91      | 85 328  | 17              |